# 佐江衆一
佐江 衆一（さえ しゅういち、1934年1月19日 - 2020年10月29日）は、日本の小説家。

## 来歴・人物
本名は柿沼 利招(かきぬま・としあき)。東京府東京市浅草区栄久町（現：東京都台東区蔵前4丁目）の「柿沼質店」の次男として出生。2日前に4歳の兄が急性肺炎で急死していた。母の乳が出ず乳母の乳を飲み、兄の生まれ代わりとして大事に育てられ病弱。質店には浅草六区の芸人・歌手・踊り子・劇場の客引き・アドバルーン揚げや両国の相撲取りや下町の苦学生等の庶民の客が来て、それらの話を盗み聞きしてマセた子として育つ。1940年精華小学校入学。1944年9月宮城県白石町（現・白石市）へ学童集団疎開。家は1945年の東京大空襲で焼失。敗戦を栃木県の母の実家で迎え、1946年穂積村小学校卒業。県立栃木中学校入学。翌年、茨城県古河市に転居。1952年栃木県立栃木高等学校卒業。東京・日本橋の丸善に入社。
1953年、中央労働学院文芸科に入学、中野重治、徳永直、佐多稲子等に学び文芸専攻科卒業。東宝ニューフェイスに応募するも書類選考で落ち、NHKラジオドラマ全国コンクール第1位に入選して全国放送。1960年夏、結婚、神奈川県藤沢市に住む。
その年、文学界新人賞に応募した小説が最終選考に残るも受賞作ナシ。北杜夫・佐藤愛子等の同人雑誌「文藝首都」から推薦された幻想的な短編小説「背」が佐藤春夫に絶賛されて第7回新潮同人雑誌賞を受賞。翌年「繭」が第45回芥川賞候補。以後、1964年「すばらしい空」、1967年「風」、1968年「客」、1969年「青年よ、大志を抱こう」で計5回芥川賞候補になるも受賞を逸す。文化学院夜間美術科卒業。
1964年、第2回コピー宣伝会議賞金・銀・銅賞を受賞して、六本木のナショナル宣伝研究所に転職し、同研究所コピー部長・企画部長。松下電器・ブリヂストンタイヤ・山之内製薬の新聞・雑誌広告を担当し、朝日広告賞・日経広告賞・コピーライターズクラブ賞等受賞。
その頃、立原正秋・高井有一・加賀乙彦・岡松和夫・後藤明生らと同人雑誌「犀」を創刊、小説を次々に発表。1969年退社、横浜からナホトカ航路でヨーロッパ1ヵ月半の旅に出る。短編集「すばらしい空」を処女出版。
1970年、フィリピン・マレーシア・ラオスの海外協力隊員を取材し初の長編小説「太陽よ、怒りを照らせ」を新潮社新鋭書き下ろし作品として上梓。以後「闇の向うへ跳ぶ者は」、「鼠どもへの訴状」などの長編小説を毎年発表し社会派作家としての地位を築く。
1975年戯曲「困った綾とり」文学座アトリエ公演。1977年、人形と人間の共演アングラ劇「呪夢千年」(作・演出・出演)を渋谷ジァン・ジァン等で公演。その後ボヤを出すと共演の稲川淳二が「人形の呪い」だとテレビ等で話す。
1979年、第1回インド旅行。
1980年、足尾銅山の大河小説「亡国」を野間宏・小田実らの「使者」と井上光晴の「辺境」に長期連載。「我が屍は野に捨てよ」を第2回文学座アトリエ公演。1981年、第2回インド・ネパール旅行。
1982年、神奈川県国連協会の代表の一人としてニューヨーク国連反核会議に出席、100万人世界反核マーチにも参加し日本テレビに出演。
1983年、横浜のドヤ街に住み込み中学生による横浜浮浪者襲撃殺人事件を取材し『横浜ストリートライフ』を書く。その夏、日本文芸家協会の代表として訪ソ。モスクワ、サンクトペテルブルク、トルストイの生家ヤースナヤ・ポリャーナ等を訪れる。
翌年、岩波ジュニア新書「けんかの仕方教えます」は中高生のロングセラーとなる。1986年、痴呆症の老妻に自殺された老夫を描いた「老熟家族」がテレビドラマ化（主演・辰巳柳太郎・丘みつ子）と吉田喜重監督「人間の約束」として映画化され（主演・三国連太郎・村瀬幸子･若山富三郎）、カンヌ映画祭出品、サンセバスチヤン賞、文化芸術賞受賞。
1990年、幕末の蝦夷地を舞台とした初の歴史長編小説「北の海明け」が第9回新田次郎文学賞受賞。この頃から時代小説も書き始め、江戸の市井物は森繁久弥・加藤道子のNHK日曜名作座で連続放送。
1990年から6年間、東海学園大学短期大学部客員教授。
1995年、老親介護の体験を描いた「黄落」がベストセラーとなり、城山三郎選考委員の第5回ドゥマゴ文学賞受賞。パリ・サンジェルマン・デ・プレの授賞式にも参加。「黄落」はテレビドラマ化（主演西村晃・市原悦子・愛川欽也）、劇団民芸でも舞台化（北林谷栄脚色・主演、作者も出演）した。
この頃から毎年ボルネオ・タイ・中国・アマゾン川流域等の世界各地で熱帯雨林の植樹ボランティア活動。
1996年、時代小説「江戸職人綺譚」が第4回中山義秀文学賞受賞。アヘン戦争時代の香港の海賊を描いた「クイーンズ海流」を『週刊新潮』に1年間連載するなど、歴史時代小説にも活躍。古武道杖術師範・剣道5段。
1999・2000年、アメリカ・ペンシルベニア大学をはじめカナダ、ニュージーランドの大学に語学短期留学。2004年蒸気客船トパーズ号で世界一周し、アフリカ・エリトリア、南米コロンビアではマングローブ植栽、スリランカの難民キャンプ、ニューヨーク、ガラパゴス諸島、中南米一のスラム街グアテマラのプエルト・ケッアル等世界18カ国の各地を訪れる。船内で脚本・監督・主演の短編自主映画「Mystery on the boat」を制作・上映。体験記「世界一周98日間の船旅」を出版。その年、イギリス、ベルギーを取材旅行して書き上げた幕末の薩摩藩士を題材とした「士魂商才 五代友厚」を出版。2007年、茨城県古河文学館で佐江衆一展開催。
2010年2度にわたり旧満州を取材旅行し満蒙開拓団員等の戦争体験を描いた「昭和質店の客」を刊行。
2012年3月、回天特攻隊員の兄と東京大空襲で孤児となる弟の戦争体験の書き下ろし長編小説「兄よ、蒼き海に眠れ」を出版。
日本文藝家協会会員。神奈川文学振興会評議員。新田次郎記念会評議員。
2020年10月29日、肺腺がんで死去。86歳没。

## 著作
- 『すばらしい空』新潮社 1969 のち角川文庫
- 『太陽よ、怒りを照らせ』新潮社 1971
- 『鼠どもへの訴状』文藝春秋 1972 のち角川文庫
- 『猫族の結婚』冬樹社 1973 のち角川文庫
- 『闇の向うへ跳ぶ者は』新潮社 1973
- 『通り過ぎる橋』冬樹社 1974
- 『裸の騎士と眠り姫』文藝春秋 1974
- 『終りの海』冬樹社 1974
- 『風』初谷行雄(韻文叢書) 1975
- 『困った綾とり』新潮社(書下ろし新潮劇場) 1975
- 『壁の中 初期作品集』西沢書店 1975
- 『禿げの子供たち』角川文庫 1975
- 『遥か戦火を離れて 学童疎開』角川書店 1976
- 『贋人形』筑摩書房 1977
- 『犬が鏡をのぞくとき』立風書房 1977
- 『旅人の時計』角川書店 1977
- 『裸足の精神』毎日新聞社 1979
- 『海からの眺め』新潮社 1979
- 『空は青か』毎日新聞社 1980
- 『洪水を歩む 田中正造の現在』朝日新聞社 1980
- 『ひとり旅の帽子』文化出版局 1981
- 『藤沢さんぽみち 藤沢三十六景』藤沢風物社 1981
- 『浅草迷宮事件』集英社 1982
- 『横浜ストリートライフ』新潮社 1983 のち文庫
- 『バブル(小さな泡)』新潮社 1983
- 『けんかの仕方教えます』岩波ジュニア新書 1984
- 『奇妙な惑星』福武書店 1984
- 『老熟家族』新潮社 1985 のち文庫
映画化『人間の約束』1986年 監督：吉田喜重
- 『リンゴの唄、僕らの出発』集英社 1986 のち講談社文庫
- 『消えた子供』福武書店 1986
- 『ブレンド家族』筑摩書房 1988
- 『北の海明け』新潮社 1989 のち文庫
- 『花下遊楽』文藝春秋 1990
- 『捨剣 夢想権之助』新潮社(新潮書下ろし時代小説) 1992 のち文庫
- 『子づれ兵法者』講談社 1992 のち文庫、ハルキ文庫
- 『田中正造』岩波ジュニア新書 1993
- 『風狂活法杖』徳間書店 1993 のち文庫
- 『神州魔風伝』講談社 1994 のち文庫
- 『黄落』新潮社 1995 のち文庫
- 『江戸職人綺譚』新潮社 1995 のち文庫
- 『老い方の探求』新潮社 1996 のち文庫
- 『伊勢奉行八人衆』PHP研究所 1996
- 『江戸は廻灯籠』講談社 1997 のち文庫
- 『女剣』PHP研究所 1997 「からたちの記」と改題、講談社文庫、「女剣士」ハルキ文庫
- 『幸福の選択』新潮社 1997 のち文庫
- 『午後の人生』立風書房 1997
- 『クイーンズ海流』新潮社 1999
- 『北海道人 松浦武四郎』新人物往来社 1999 のち講談社文庫
- 『不惑 人生の元気力』講談社 2000 「50歳からが面白い」と改題、文庫
- 『自鳴琴からくり人形 江戸職人綺譚』新潮社 2000 のち文庫
- 『佐江衆一集』リブリオ出版(げんだい時代小説) 2000
- 『わが屍は野に捨てよ 一遍遊行』新潮社 2002 のち文庫
- 『65歳おじさんの英会話勉強が楽しくなる本』PHPエル新書 2003
- 『商魂』PHP研究所 2003 「江戸の商魂」講談社文庫
- 『士魂商才 五代友厚』新人物往来社 2004 のち講談社文庫、ハルキ文庫
- 『地球一周98日間の船旅』祥伝社 2005
- 『剣と禅のこころ』新潮新書 2006
- 『長きこの夜』新潮社 2007
- 『動かぬが勝(かち)』新潮社 2008
- 『昭和質店の客』新潮社 2010
- 『兄よ、蒼き海に眠れ』新潮社 2012
- 『あの頃の空』講談社、2012
- 『エンディング・パラダイス』新潮社、2018
- 『野望の屍(かばね)』新潮社、2021

## 受賞など
- 『背』第7回新潮同人雑誌賞
- 『北の海明け』第9回新田次郎文学賞
- 『黄落』第5回ドゥマゴ文学賞
- 『江戸職人綺譚』第4回中山義秀文学賞
- 第45回、第48回、第51回、第52回、第53回芥川賞候補